# Rökdansfluga
Rökdansfluga (Hormopeza obliterata) är en pyrofil insekt, det vill säga en insekt som är beroende av skogsbränder och som dras till rök och avbränd skogsmark. I Sverige är arten rödlistad.